# 알트링엄 FC
알트링엄 풋볼 클럽(Altrincham Football Club)은 잉글랜드 그레이터맨체스터주 알트링엄을 연고지로 하는 축구 구단이다. 1891년 창단되었으며, 현재 잉글랜드 5부 리그인 콘퍼런스 프리미어에 소속되어 있다.

## 선수 명단

### 현역
참고: FIFA 자격 규정에 따라 소속된 국가대표팀 국기를 표시합니다. 선수는 복수의 FIFA 비회원국 국적을 가지고 있을 수 있습니다.
| 번호 | 포지션 | 국적 | 이름 |
| ---- | ------ | ---- | ---- |

| 번호 | 포지션 | 국적   | 이름        |
| ---- | ------ | ------ | ----------- |
| 16   | DF     | 웨일스 | 제임스 존스 |